# なつかしい場面
なつかしい場面は、美空ひばりのシングル。1976年11月10日に日本コロムビアから発売された。

## 概要
- 前作『あやとり』に続く阿久悠作品であるが、その後は1988年のアルバム「不死鳥」に収録された『人/花蕾』[2]まで提供が途絶える。
- 阿久は『あやとり』発売後にパーティ会場で初めてひばりと対面するが、その初対面後の作品である[3]。
- ひばりと阿久は同世代であるが、阿久は少年時代に既にひばりが天才少女歌手として一世を風靡している存在であったことから、12歳にして強く意識する存在で、畏敬の念を抱いていた。阿久が自ら定めた「作詞家憲法」第1条で「美空ひばりによって完成したと思える流行歌の本道と、違う道はないものであろうか。」と書くほど、ひばりの楽曲と異なる方向性を考えていた。この「作詞家憲法」は阿久の母校である明治大学駿河台キャンパスの「阿久悠記念館」で展示されている。

## 収録曲
両曲共 作詞：阿久悠、作曲：杉本真人、編曲：小谷充
1. なつかしい場面
2. 恋夜曲[2]